# Taishō Tennō
Pour les articles homonymes, voir Taishō.
 (novembre 2009).
Si vous disposez d'ouvrages ou d'articles de référence ou si vous connaissez des sites web de qualité traitant du thème abordé ici, merci de compléter l'article en donnant les références utiles à sa vérifiabilité et en les liant à la section « Notes et références ».
L'empereur Taishō (大正天皇, Taishō Tennō), né le 31 août 1879 à Tokyo et mort le 25 décembre 1926 à Hayama, connu de son vivant en Occident par son nom personnel Yoshihito (嘉仁), est le 123e empereur du Japon ; il règne du 30 juillet 1912 à sa mort. Son nom de prince est Haru (Haru no Miya). Selon la tradition impériale japonaise, il est désigné après sa mort par un nom posthume qui, depuis 1868, est identique au nom de l'ère de son règne. Au règne de l'empereur Taishō correspond exactement l'ère Taishō (大正時代, Taishō jidai).

## Biographie

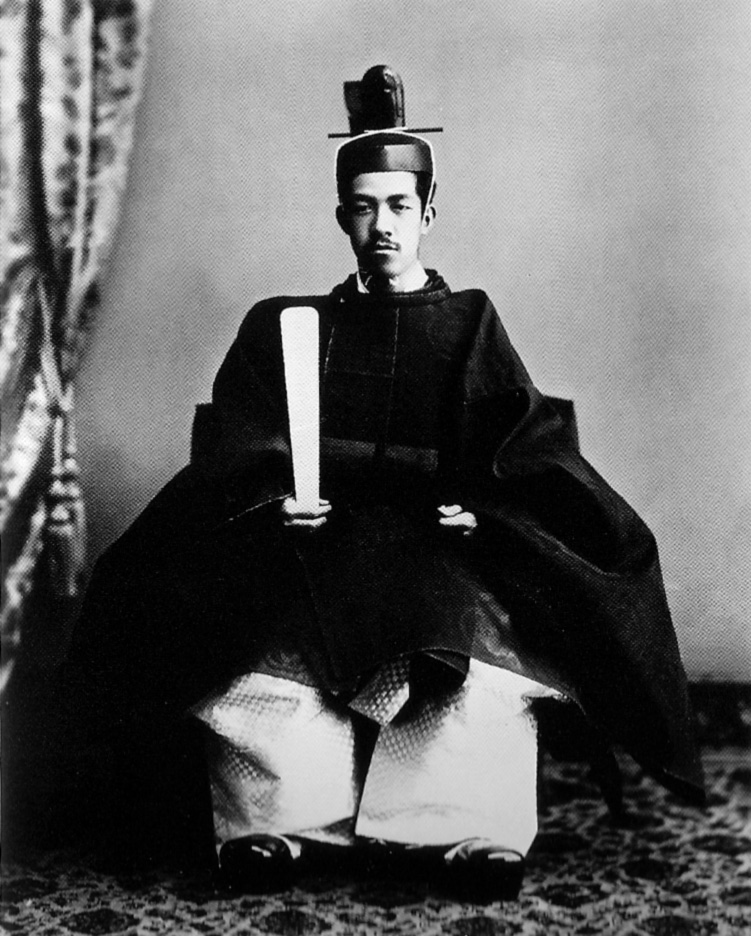
L'empereur Taishō avec ses habits traditionnels.

Troisième fils de l'empereur Meiji, par une concubine (Yanagihara Naruko), père de l'empereur Shōwa, il reçoit une éducation de style occidental à l'université pour pairs Gakushūin. Il se marie le 10 mai 1900 avec Sadako, la fille du prince Kujo Michitaka, dont il a quatre enfants : 
- le prince Michi, futur empereur Shōwa (Hirohito) (1901 – 1989) ;
- le prince Chichibu (Yasuhito) (1902 – 1953) ;
- le prince Takamatsu (Nobuhito) (1905 – 1987) ;
- le prince Mikasa (Takahito) (1915 – 2016).

Il devient le cent vingt-troisième empereur du Japon en 1912 et proclame son ère « Taishō ». Il est intronisé en 1915 à Kyoto mais, à cause de sa maladie cérébrale (il souffrait des séquelles d'une méningite contractée trois semaines après sa naissance ; une rumeur a également circulé selon laquelle il souffrait de saturnisme dû au maquillage utilisé par sa nourrice), est rapidement dans l'impossibilité de gérer les affaires d'État. Le prince Hirohito devient son régent en 1921.
Son règne est caractérisé par un renforcement de l'impérialisme et une politique intérieure plutôt libérale. En 1919, il signe un « acte de réforme » et en mars 1925, accepte le principe du suffrage universel. Sous l'ère Taishō, le pays connait un grand essor industriel mais est marqué par plusieurs événements dramatiques comme la Première Guerre mondiale, une terrible révolte en Corée et un catastrophique tremblement de terre en septembre 1923 qui affecte tout le Kantō et détruit presque totalement la ville de Tokyo. 
L'empereur Taishō meurt le 25 décembre 1926 à 1 h 25 du matin d'une attaque au cœur (infarctus du myocarde) au palais de Hayama, et c'est son fils Hirohito qui lui succède officiellement, devenant ainsi le 124e empereur du Japon. Yoshihito n'est plus appelé que par le nom de son ère, Taishō, « Grande Justice ».

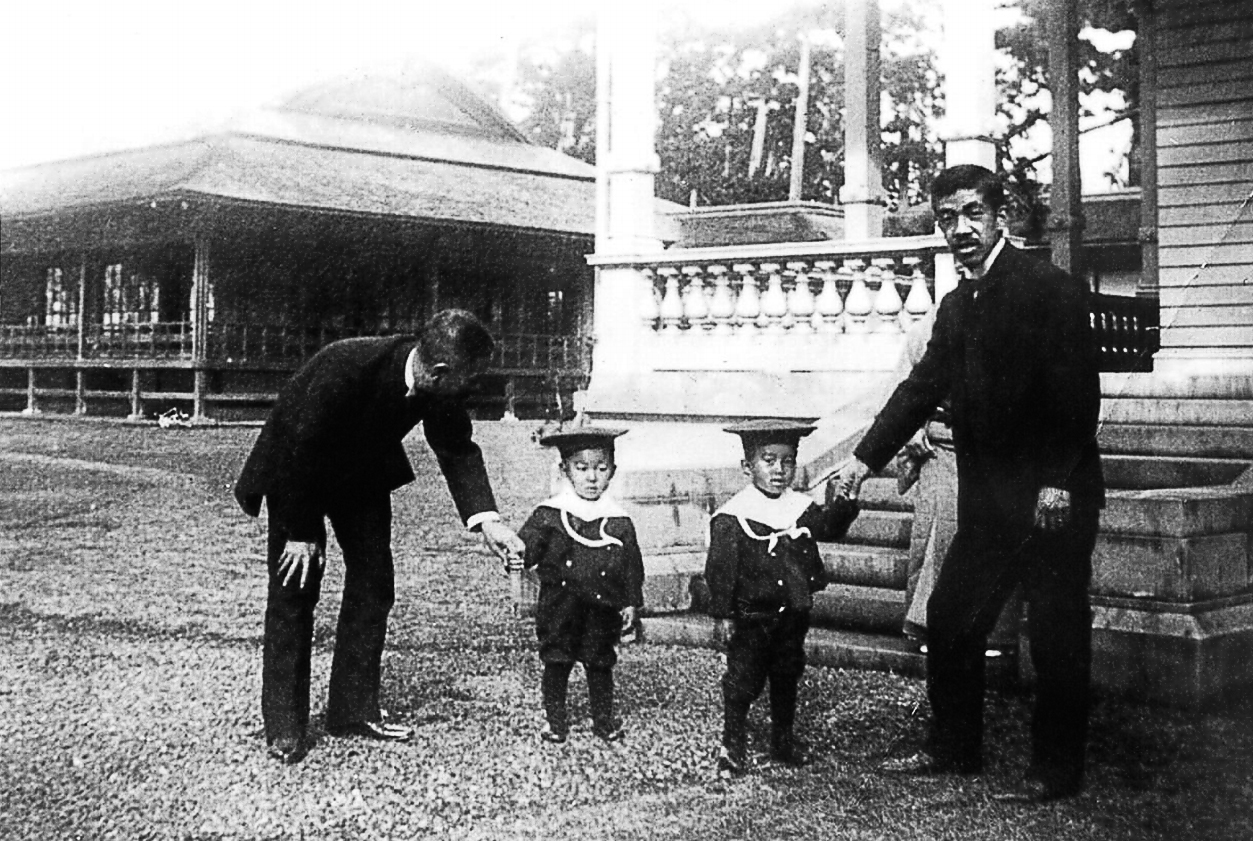
L'empereur Taishō, alors prince héritier, en 1904 avec ses deux fils aînés, Hirohito et Yasuhito.
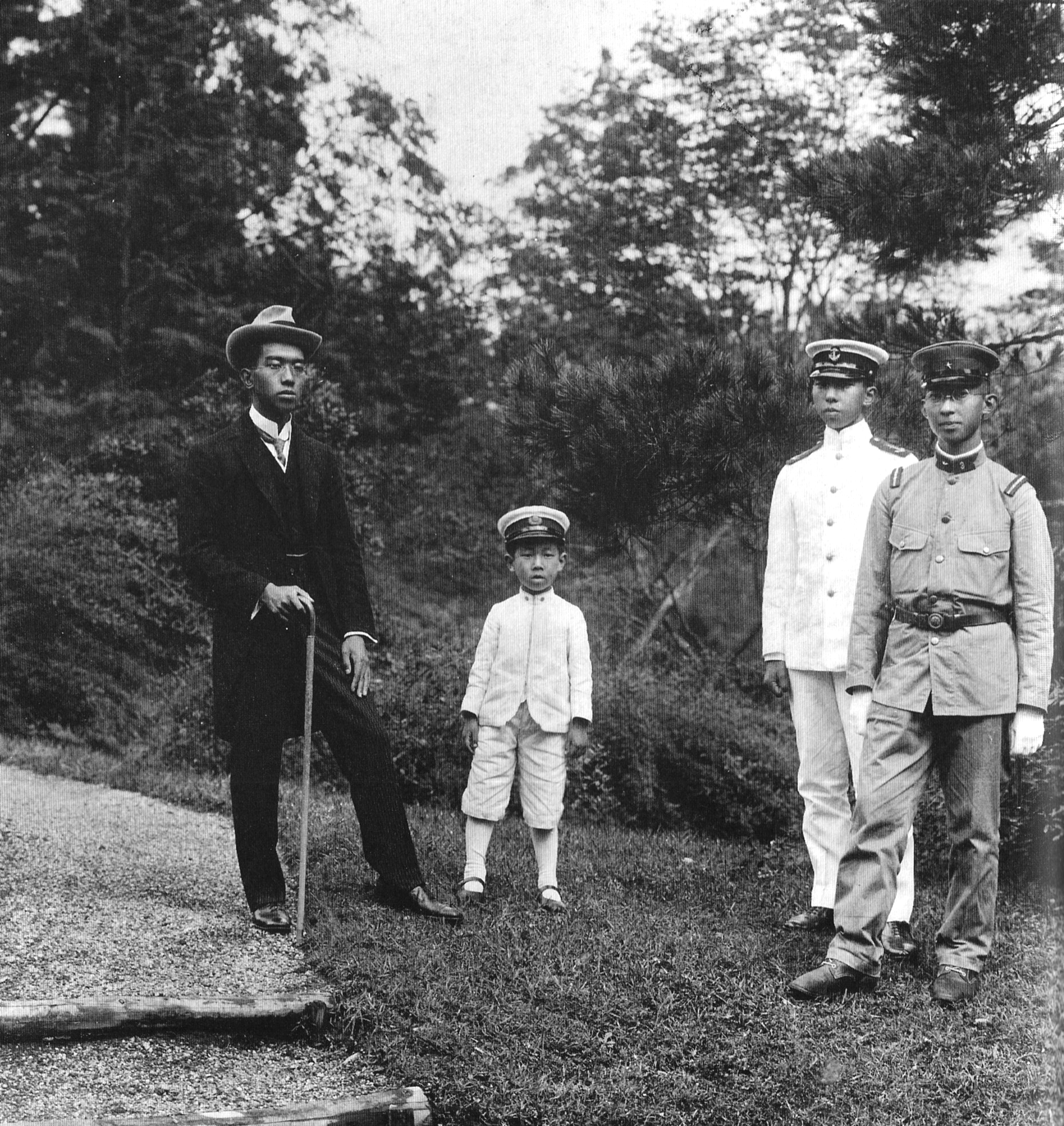
Les quatre fils de l'empereur Taishō en 1921 : Hirohito, Takahito, Nobuhito et Yasuhito.
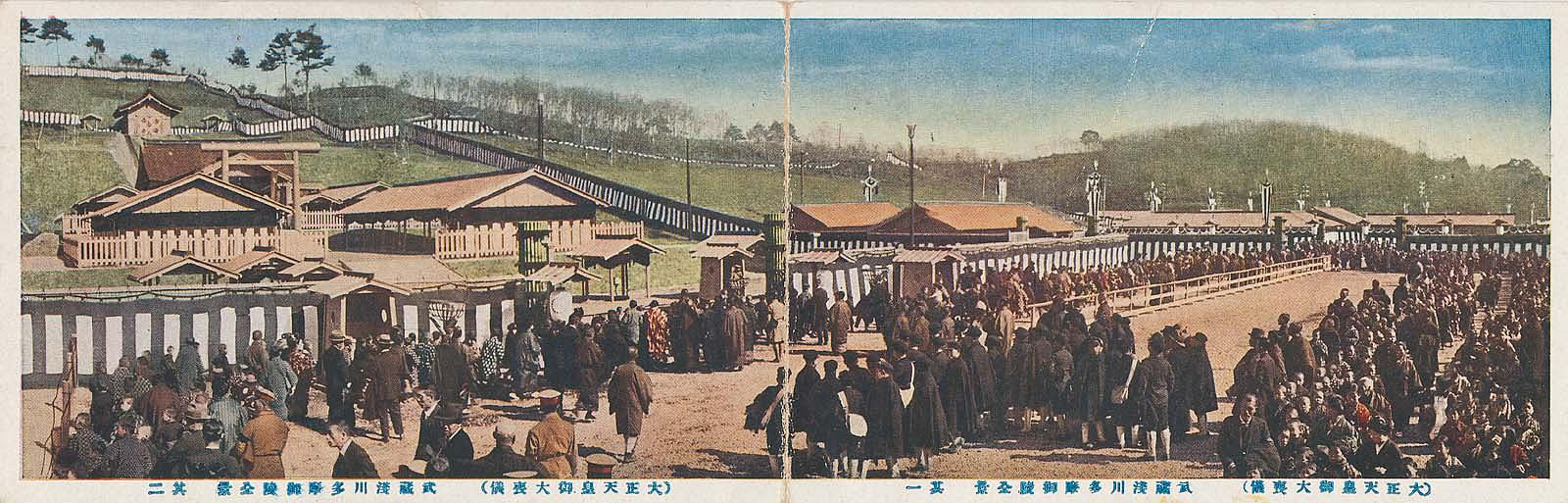
Funérailles de l'empereur Taisho à Tokyo.
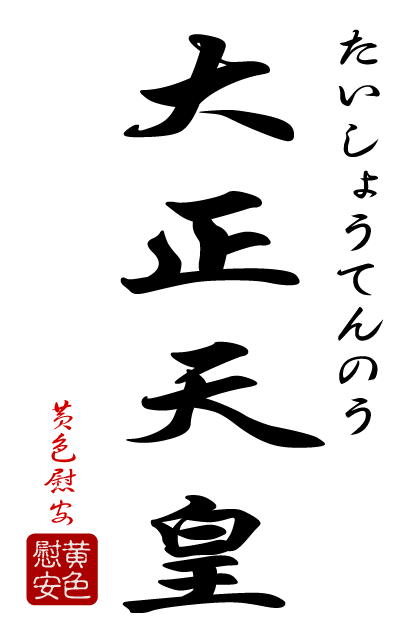
Calligraphie de « Taishō tennō ».